# Mont Orohena
Der Mont Orohena ist die höchste Erhebung von Tahiti im Archipel der Gesellschaftsinseln und zugleich die höchste Erhebung von ganz Französisch-Polynesien. Er stellt den Gipfel des einstigen Vulkans dar, der die Halbinsel Tahiti Nui („Groß-Tahiti“), den westlichen Teil der Doppelinsel Tahiti, bildet. Mont Orohena erreicht eine Höhe von 2241 m über dem Meer. Administrativ gehört der Berg zur Gemeinde Mahina.